# Clermont-d'Excideuil
Pour les articles homonymes, voir Clermont.
Clermont-d'Excideuil est une commune française située dans le département de la Dordogne, en région Nouvelle-Aquitaine.

## Géographie

### Généralités
Dans le quart nord-est du département de la Dordogne, la commune de Clermont-d'Excideuil est arrosée par le Pontillou, un affluent de la Loue.
À l'ouest de la route départementale (RD) 67, le bourg de Clermont-d'Excideuil se situe, en distances orthodromiques, trois kilomètres au nord d'Excideuil et douze kilomètres au sud-est de Thiviers.
Le territoire communal est également desservi par la RD 77.

### Communes limitrophes
Clermont-d'Excideuil est limitrophe de six autres communes.
| Saint-Sulpice-d'Excideuil |                      | Dussac                              |
| Saint-Germain-des-Prés    | Clermont-d'Excideuil |                                     |
| Saint-Martial-d'Albarède  |                      | Saint-Médard-d'Excideuil, Excideuil |

### Géologie et relief

#### Géologie
Situé sur la plaque nord du Bassin aquitain et bordé à son extrémité nord-est par une frange du Massif central, le département de la Dordogne présente une grande diversité géologique. Les terrains sont disposés en profondeur en strates régulières, témoins d'une sédimentation sur cette ancienne plate-forme marine. Le département peut ainsi être découpé sur le plan géologique en quatre gradins différenciés selon leur âge géologique. Clermont-d'Excideuil est située dans le deuxième gradin à partir du nord-est, un plateau formé de roches calcaires très dures du Jurassique que la mer a déposées par sédimentation chimique carbonatée, en bancs épais et massifs.
Les couches affleurantes sur le territoire communal sont constituées de formations superficielles du Quaternaire datant du Cénozoïque et de roches sédimentaires du Mésozoïque et du Paléozoïque, ainsi que de roches métamorphiques. La formation la plus ancienne, notée δψ, fait partie de l'Unité Supérieure des gneiss (USG) et est composée d'éclogites et amphibolites dérivées, en petits corps ou bancs minces (Cambrien à Silurien). La formation la plus récente, notée CFp, fait partie des formations superficielles de type colluvions indifférenciées de versant, de vallon et plateaux issues d'alluvions, molasses, altérites. Le descriptif de ces couches est détaillé dans  les feuilles « no 735 - Thiviers » et « no 759 - Périgueux (est) » de la carte géologique au 1/50 000 de la France métropolitaine, et leurs notices associées,.

Carte géologique de Clermont-d'Excideuil.

#### Relief et paysages
Le département de la Dordogne se présente comme un vaste plateau incliné du nord-est (491 m, à la forêt de Vieillecour dans le Nontronnais, à Saint-Pierre-de-Frugie) au sud-ouest (2 m à Lamothe-Montravel). L'altitude du territoire communal varie quant à elle entre 156 m à l'extrême sud-est, là où le Pontillou quitte la commune et entre sur celle de Saint-Médard-d'Excideuil, et 333 ou 338 mètres est localisée au nord-ouest, juste à côté du château du Noyer.
Dans le cadre de la Convention européenne du paysage entrée en vigueur en France le 1er juillet 2006, renforcée par la loi du 8 août 2016 pour la reconquête de la biodiversité, de la nature et des paysages, un atlas des paysages de la Dordogne a été élaboré sous maîtrise d’ouvrage de l’État et publié en octobre 2020. Les paysages du département s'organisent en huit unités paysagères et 14 sous-unités. La commune est dans l'unité paysagère du « Périgord limousin » qui correspond à la région naturelle du Nontronnais. Ce territoire forme un plateau collinaire aux pentes douces et sommets arasés, d’altitude moyenne autour des 300 m dont le point culminant est également celui de la Dordogne. Ce plateau cristallin est vallonné et dominé par les prairies aux horizons boisés. Il est entaillé de vallées profondes aux versants forestiers,.
La superficie cadastrale de la commune publiée par l'Insee, qui sert de référence dans toutes les statistiques, est de 9,99 km2,,. La superficie géographique, issue de la BD Topo, composante du Référentiel à grande échelle produit par l'IGN, est quant à elle de 10,44 km2.

### Hydrographie

#### Réseau hydrographique
La commune est située dans le bassin de la Dordogne au sein du Bassin Adour-Garonne. Elle est drainée par le Pontillou, le ruisseau des Vaux et par divers petits cours d'eau, qui constituent un réseau hydrographique de 8 km de longueur totale,.
Du nord-est au sud-est, le Pontillou, un petit affluent en rive droite de la Loue, traverse la commune sur plus de quatre kilomètres et demi.
Le ruisseau des Vaux, affluent de rive gauche du Ravillou et sous-affluent de la Loue, prend sa source dans le nord-ouest du territoire communal qu'il arrose sur 600 mètres.

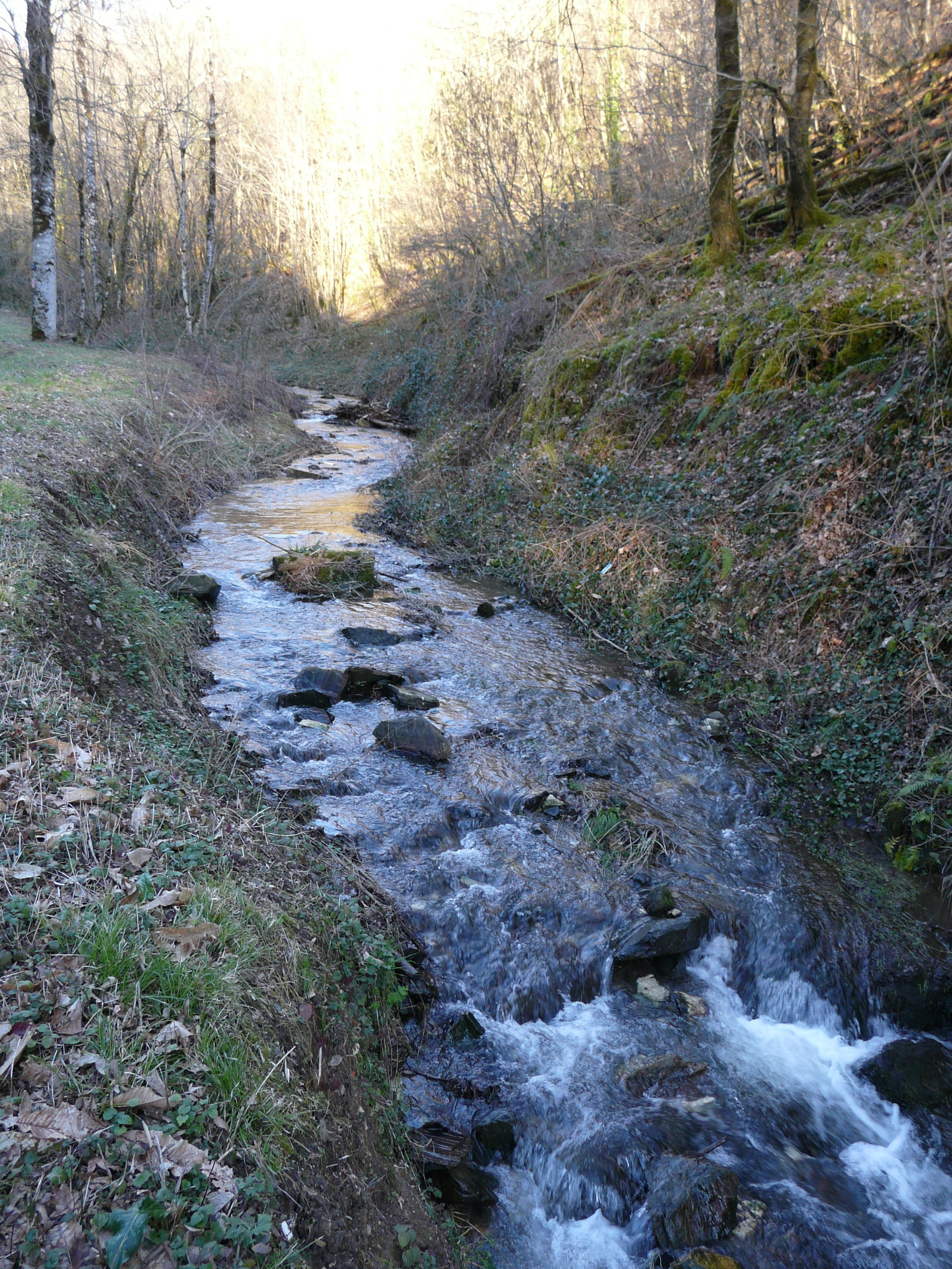
Le Pontillou à Clermont-d'Excideuil.
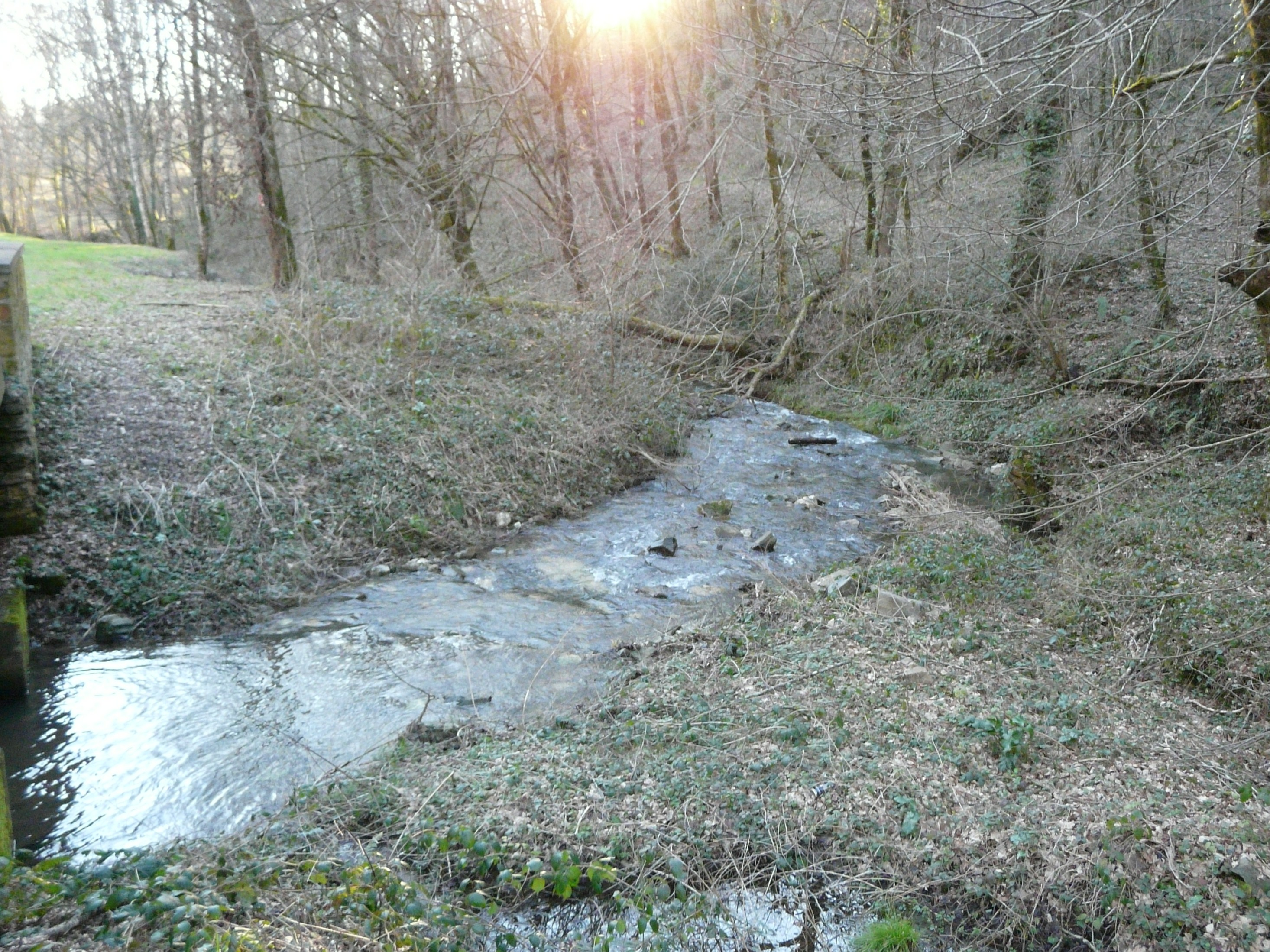
Idem.
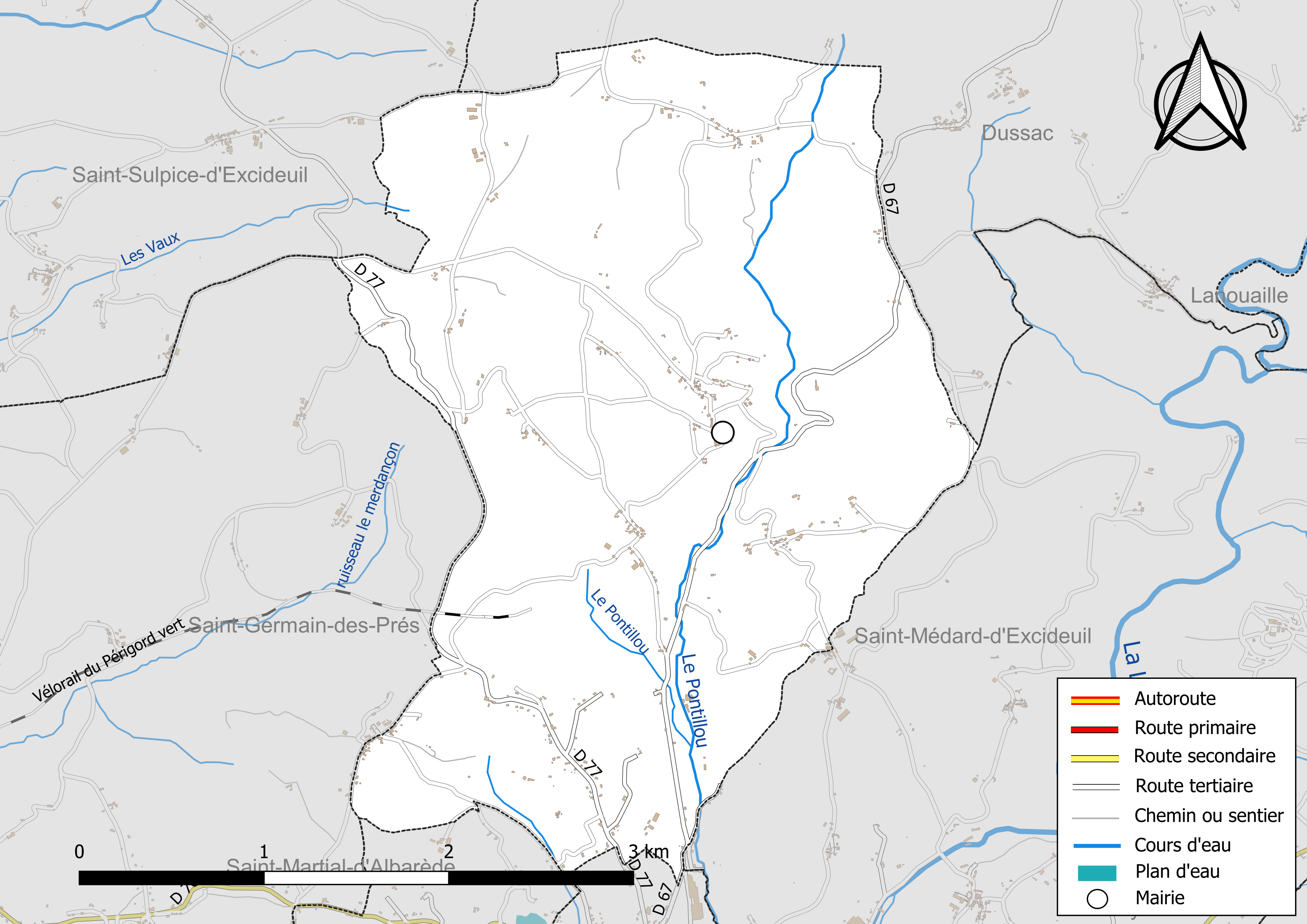
Réseaux hydrographique et routier de Clermont-d'Excideuil.

#### Gestion et qualité des eaux
Le territoire communal est couvert par le schéma d'aménagement et de gestion des eaux (SAGE) « Isle - Dronne ». Ce document de planification, dont le territoire regroupe les bassins versants de l'Isle et de la Dronne, d'une superficie de 7 500 km2, a été approuvé le 2 août 2021. La structure porteuse de l'élaboration et de la mise en œuvre est l'établissement public territorial de bassin de la Dordogne (EPIDOR). Il définit sur son territoire les objectifs généraux d’utilisation, de mise en valeur et de protection quantitative et qualitative des ressources en eau superficielle et souterraine, en respect des objectifs de qualité définis dans le troisième SDAGE  du Bassin Adour-Garonne qui couvre la période 2022-2027, approuvé le 10 mars 2022.
La qualité des eaux de baignade et des cours d’eau peut être consultée sur un site dédié géré par les agences de l’eau et l’Agence française pour la biodiversité.

### Climat
Pour des articles plus généraux, voir Climat de la Nouvelle-Aquitaine et Climat de la Dordogne.
Historiquement, la commune est exposée à un climat océanique aquitain.  
En 2020, Météo-France publie une typologie des climats de la France métropolitaine dans laquelle la commune est exposée à un climat océanique altéré et est dans la région climatique  Ouest et nord-ouest du Massif Central, caractérisée par une pluviométrie annuelle de 900 à 1 500 mm, maximale en automne et en hiver.
Pour la période 1971-2000, la température annuelle moyenne est de 11,6 °C, avec  une amplitude thermique annuelle de 15,3 °C. Le cumul annuel moyen de précipitations est de 1 124 mm, avec 13,1 jours de précipitations en janvier et 7,6 jours en juillet. Pour la période 1991-2020, la température moyenne annuelle observée sur la station météorologique la plus proche, située sur la commune de La Coquille à 21 km à vol d'oiseau, est de 12,1 °C et le cumul annuel moyen de précipitations est de 1 178,8 mm,. Pour l'avenir, les paramètres climatiques de la commune estimés pour 2050 selon différents scénarios d’émission de gaz à effet de serre sont consultables sur un site dédié publié par Météo-France en novembre 2022.

## Urbanisme

### Typologie
Au 1er janvier 2024, Clermont-d'Excideuil est catégorisée commune rurale à habitat très dispersé, selon la nouvelle grille communale de densité à 7 niveaux définie par l'Insee en 2022.
Elle appartient à l'unité urbaine d'Excideuil, une agglomération intra-départementale dont elle est une commune de la banlieue,. La commune est en outre hors attraction des villes,.

### Occupation des sols
L'occupation des sols de la commune, telle qu'elle ressort de la base de données européenne d’occupation biophysique des sols Corine Land Cover (CLC), est marquée par l'importance des territoires agricoles (69,9 % en 2018), une proportion identique à celle de 1990 (69,9 %). La répartition détaillée en 2018 est la suivante : 
zones agricoles hétérogènes (51,6 %), forêts (30,1 %), prairies (18,3 %). L'évolution de l’occupation des sols de la commune et de ses infrastructures peut être observée sur les différentes représentations cartographiques du territoire : la carte de Cassini (XVIIIe siècle), la carte d'état-major (1820-1866) et les cartes ou photos aériennes de l'IGN pour la période actuelle (1950 à aujourd'hui).

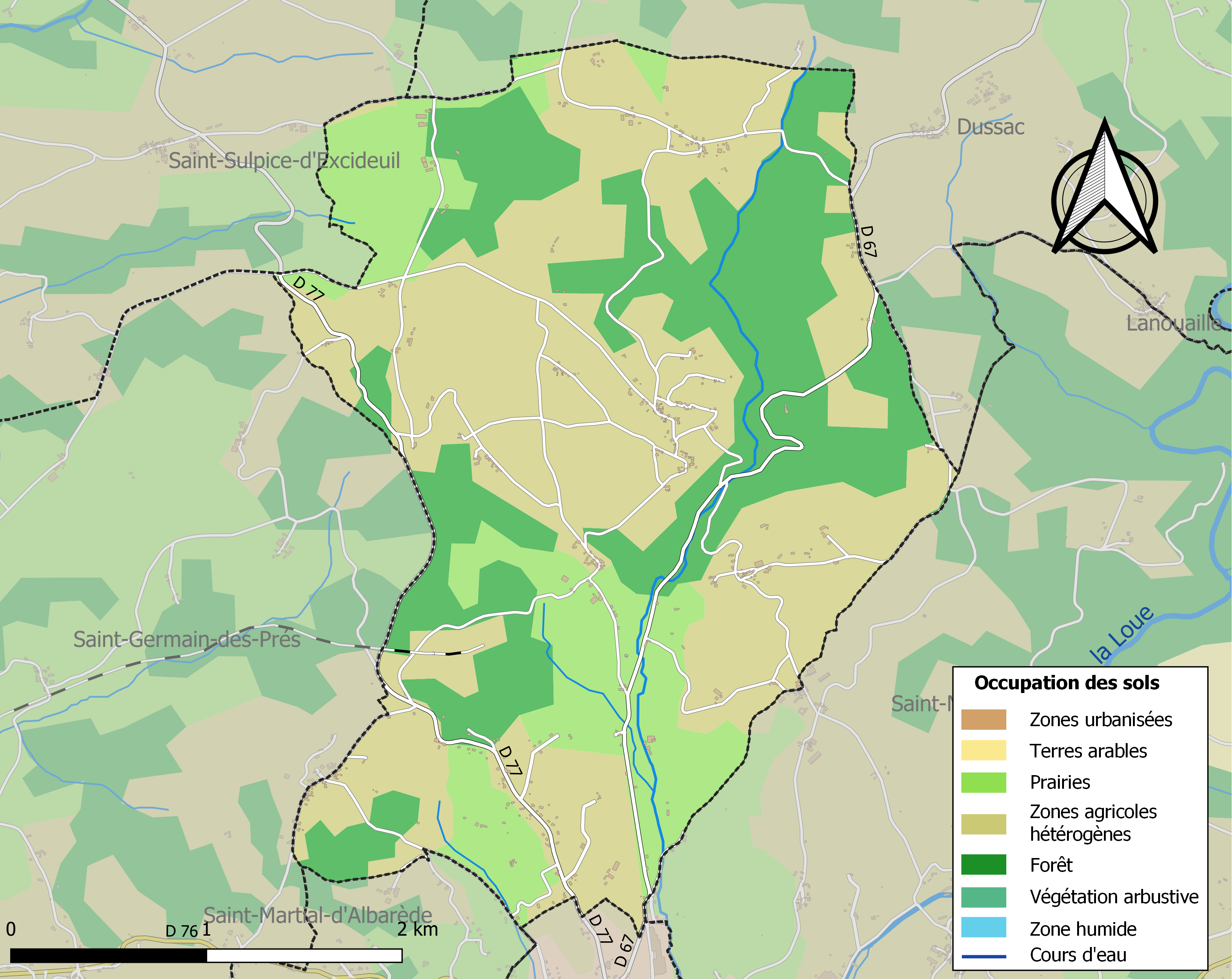
Carte des infrastructures et de l'occupation des sols de la commune en 2018 (CLC).

### Prévention des risques
Le territoire de la commune de Clermont-d'Excideuil est vulnérable à différents aléas naturels : météorologiques (tempête, orage, neige, grand froid, canicule ou sécheresse), feux de forêts, mouvements de terrains et séisme (sismicité très faible). Il est également exposé à un risque particulier : le risque de radon. Un site publié par le BRGM permet d'évaluer simplement et rapidement les risques d'un bien localisé soit par son adresse soit par le numéro de sa parcelle.

#### Risques naturels
Clermont-d'Excideuil est exposée au risque de feu de forêt. L’arrêté préfectoral du 14 mars 2013 fixe les conditions de pratique des incinérations et de brûlage dans un objectif de réduire le risque de départs d’incendie. À ce titre, des périodes sont déterminées : interdiction totale du 15 février au 15 mai et du 15 juin au 15 octobre, utilisation réglementée du 16 mai au 14 juin et du 16 octobre au 14 février. En septembre 2020, un plan inter-départemental de protection des forêts contre les incendies (PidPFCI) a été adopté pour la période 2019-2029,.

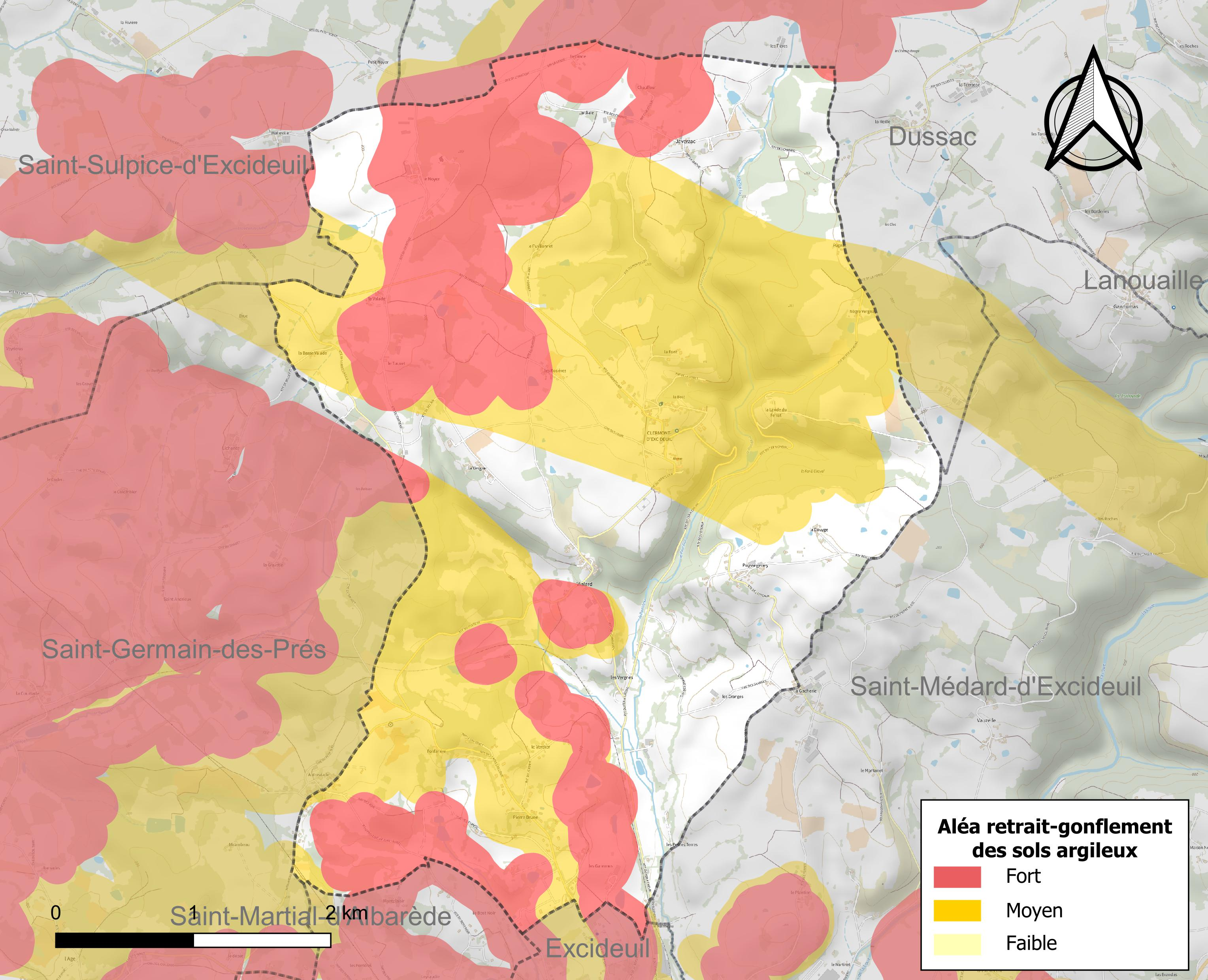
Carte des zones d'aléa retrait-gonflement des sols argileux de Clermont-d'Excideuil.

Les mouvements de terrains susceptibles de se produire sur la commune sont des tassements différentiels. Le retrait-gonflement des sols argileux est susceptible d'engendrer des dommages importants aux bâtiments en cas d’alternance de périodes de sécheresse et de pluie. 68,3 % de la superficie communale est en aléa moyen ou fort (58,6 % au niveau départemental et 48,5 % au niveau national métropolitain). Depuis le 1er octobre 2020, en application de la loi ÉLAN, différentes contraintes s'imposent aux vendeurs, maîtres d'ouvrages ou constructeurs de biens situés dans une zone classée en aléa moyen ou fort,.
La commune a été reconnue en état de catastrophe naturelle au titre des dommages causés par les inondations et coulées de boue survenues en 1982, 1999 et 2007, par la sécheresse en 1990, 2009 et 2011 et par des mouvements de terrain en 1999.

#### Risque particulier
Dans plusieurs parties du territoire national, le radon, accumulé dans certains logements ou autres locaux, peut constituer une source significative d’exposition de la population aux rayonnements ionisants. Selon la classification de 2018, la commune de Clermont-d'Excideuil est classée en zone 3, à savoir zone à potentiel radon significatif.

## Toponymie
La première mention écrite connue du lieu date de l'an 551, sous la forme latine Villa Sanctae Mariai Clari Montis, et la mention « Clarmon » apparait dans un pouillé au XIIIe siècle. Sur la carte de Cassini représentant la France entre 1756 et 1789, le village est identifié sous le nom de Clermont.
Clermont signifie « lieu élevé », la seconde partie du nom de la commune indiquant la proximité d'Excideuil.
En occitan, la commune porte le nom de Clarmont d'Eissiduelh.

## Histoire
Au cours de la période de la Convention nationale (1792-1795), la commune a porté le nom révolutionnaire de Montclair.
En 1898 a été construite — avec la participation active des habitants de la commune — la ligne ferroviaire Angoulême-Brive, passant par le territoire de Clermont-d'Excideuil. Entre les lieux-dits Vialard et Autrevialle, le relief local a nécessité un tunnel long de 859,35 mètres, dont la partie occidentale se situe sur la commune voisine de Saint-Germain-des-Prés.

## Politique et administration

### Rattachements administratifs et électoraux
La commune de Clermont-d'Excideuil a, dès 1790, été rattachée au canton d'Excideuil qui dépendait du district d'Excideuil jusqu'en 1795, date de suppression des districts. En 1801, le canton d'Excideuil est rattaché à l'arrondissement de Périgueux.
Dans le cadre de la réforme de 2014 définie par le décret du 21 février 2014, le canton d'Excideuil disparaît aux élections départementales de mars 2015. La commune est alors rattachée électoralement au canton d'Isle-Loue-Auvézère.
En 2017, Clermont-d'Excideuil est rattachée à l'arrondissement de Nontron,.

### Intercommunalité
Au 1er janvier 2013, Clermont-d'Excideuil rejoint la communauté de communes Causses et Rivières en Périgord. Celle-ci est dissoute le 1er janvier 2017 et ses communes — hormis Savignac-les-Églises qui rejoint Le Grand Périgueux — sont rattachées à la communauté de communes du Pays de Lanouaille qui la même année prend le nom de communauté de communes Isle-Loue-Auvézère en Périgord.

### Administration municipale
La population de la commune étant comprise entre 100 et 499 habitants au recensement de 2017, onze conseillers municipaux ont été élus en 2020,.

### Liste des maires
| Période                                  | Période    | Identité           | Étiquette | Qualité     |
| ---------------------------------------- | ---------- | ------------------ | --------- | ----------- |
| Les données manquantes sont à compléter. |            |                    |           |             |
|                                          |            |                    |           |             |
| 1926                                     | 1944       | Joseph Roux        |           |             |
|                                          |            |                    |           |             |
|                                          |            | André Viacroze     |           |             |
|                                          |            |                    |           |             |
| 1977                                     | 1995       | Daniel Gaume       |           |             |
| juin 1995                                | mars 2008  | Claude Jacquot     | DVD       | Professeur  |
| mars 2008                                | avril 2014 | Claude Eymery      | DVD       | Agriculteur |
| avril 2014                               | juin 2016  | Guy Constant       | DVG       | Retraité    |
| octobre 2016                             | mai 2020   | Cendrine Chaussade |           |             |
| mai 2020                                 | En cours   | Claude Eymery      |           |             |

## Équipements et services publics

### Eau
En 2024, la commune dépend du Syndicat intercommunal d'alimentation en eau potable (SIAEP) du Nord Est Périgord.

### Justice
Dans le domaine judiciaire, Clermont-d'Excideuil relève : 
- du tribunal judiciaire, du tribunal pour enfants, du conseil de prud'hommes et du tribunal de commerce de Périgueux ;
- du pôle Nationalité du tribunal judiciaire de Périgueux (compétent uniquement dans le domaine de la nationalité) ;
- de la cour d'appel, du tribunal administratif et de la  cour administrative d'appel de Bordeaux.

## Population et société

### Démographie
Les habitants de Clermont-d'Excideuil se nomment les Clermontois.
L'évolution du nombre d'habitants est connue à travers les recensements de la population effectués dans la commune depuis 1793. Pour les communes de moins de 10 000 habitants, une enquête de recensement portant sur toute la population est réalisée tous les cinq ans, les populations de référence des années intermédiaires étant quant à elles estimées par interpolation ou extrapolation. Pour la commune, le premier recensement exhaustif entrant dans le cadre du nouveau dispositif a été réalisé en 2007.

En 2022, la commune comptait 248 habitants, en évolution de +5,08 % par rapport à 2016 (Dordogne : +0,37 %, France hors Mayotte : +2,11 %).
| 1793 | 1800 | 1806 | 1821 | 1831 | 1836 | 1841 | 1846 | 1851 |
| ---- | ---- | ---- | ---- | ---- | ---- | ---- | ---- | ---- |
| 636  | 555  | 558  | 580  | 650  | 653  | 611  | 635  | 574  |

| 1856 | 1861 | 1866 | 1872 | 1876 | 1881 | 1886 | 1891 | 1896 |
| ---- | ---- | ---- | ---- | ---- | ---- | ---- | ---- | ---- |
| 638  | 632  | 570  | 517  | 499  | 584  | 729  | 577  | 564  |

| 1901 | 1906 | 1911 | 1921 | 1926 | 1931 | 1936 | 1946 | 1954 |
| ---- | ---- | ---- | ---- | ---- | ---- | ---- | ---- | ---- |
| 606  | 583  | 510  | 476  | 480  | 460  | 470  | 423  | 318  |

| 1962 | 1968 | 1975 | 1982 | 1990 | 1999 | 2006 | 2007 | 2012 |
| ---- | ---- | ---- | ---- | ---- | ---- | ---- | ---- | ---- |
| 301  | 289  | 253  | 255  | 255  | 253  | 268  | 270  | 243  |

| 2017 | 2022 | - | - | - | - | - | - | - |
| ---- | ---- | - | - | - | - | - | - | - |
| 232  | 248  | - | - | - | - | - | - | - |

## Économie

### Emploi
En 2015, parmi la population communale comprise entre 15 et 64 ans, les actifs représentent 91 personnes, soit 37,9 % de la population municipale. Le nombre de chômeurs (sept) a augmenté par rapport à 2010 (trois) et le taux de chômage de cette population active s'établit à 8,0 %.

### Établissements
Au 31 décembre 2015, la commune compte dix-sept établissements, dont huit au niveau des commerces, transports ou services, quatre dans la construction, trois dans l'agriculture, la sylviculture ou la pêche, un dans l'industrie, et un relatif au secteur administratif.

## Culture locale et patrimoine

### Lieux et monuments
Jusqu'à la fin du XVIIIe siècle subsistaient à Clermont d'Excideuil de nombreux mégalithes, vraisemblablement alignés comme à Carnac, entre la Valade au nord et le Verdier au sud. Le lieu-dit Pierres Brunes (aujourd'hui Pierrebrune) rappelle leur existence. Ces pierres réfractaires furent exploitées par les maîtres de forges des environs et ont aujourd'hui quasiment disparu. Elles se situaient d'après les historiens modernes de part et d'autre d'une grande voie commerciale antique qui reliait Vannes en Armorique à Marseille sur la Méditerranée, via Mende.
La fontaine Sainte-Catherine près du bourg était réputée pour aider les nourrices à conserver leur lait. Elles se rendaient en pèlerinage à la fontaine puis à l’église où elles déposaient un fromage mou sur un sein dénudé pendant que le curé lisait un évangile. Après quoi, le fromage restait en possession du prêtre.
L'église paroissiale est dédiée à Notre-Dame de l'Assomption. Grâce à une souscription, la restauration d'un retable du XVIe siècle y a été inaugurée par l'évêque de Périgueux en 2006. L'église recèle une statue du XVIIe siècle en bois doré et polychrome représentant la Vierge à l'Enfant, classée au titre des monuments historiques en 1961.
Au nord de la commune, le château du Noyer date du XIXe siècle.

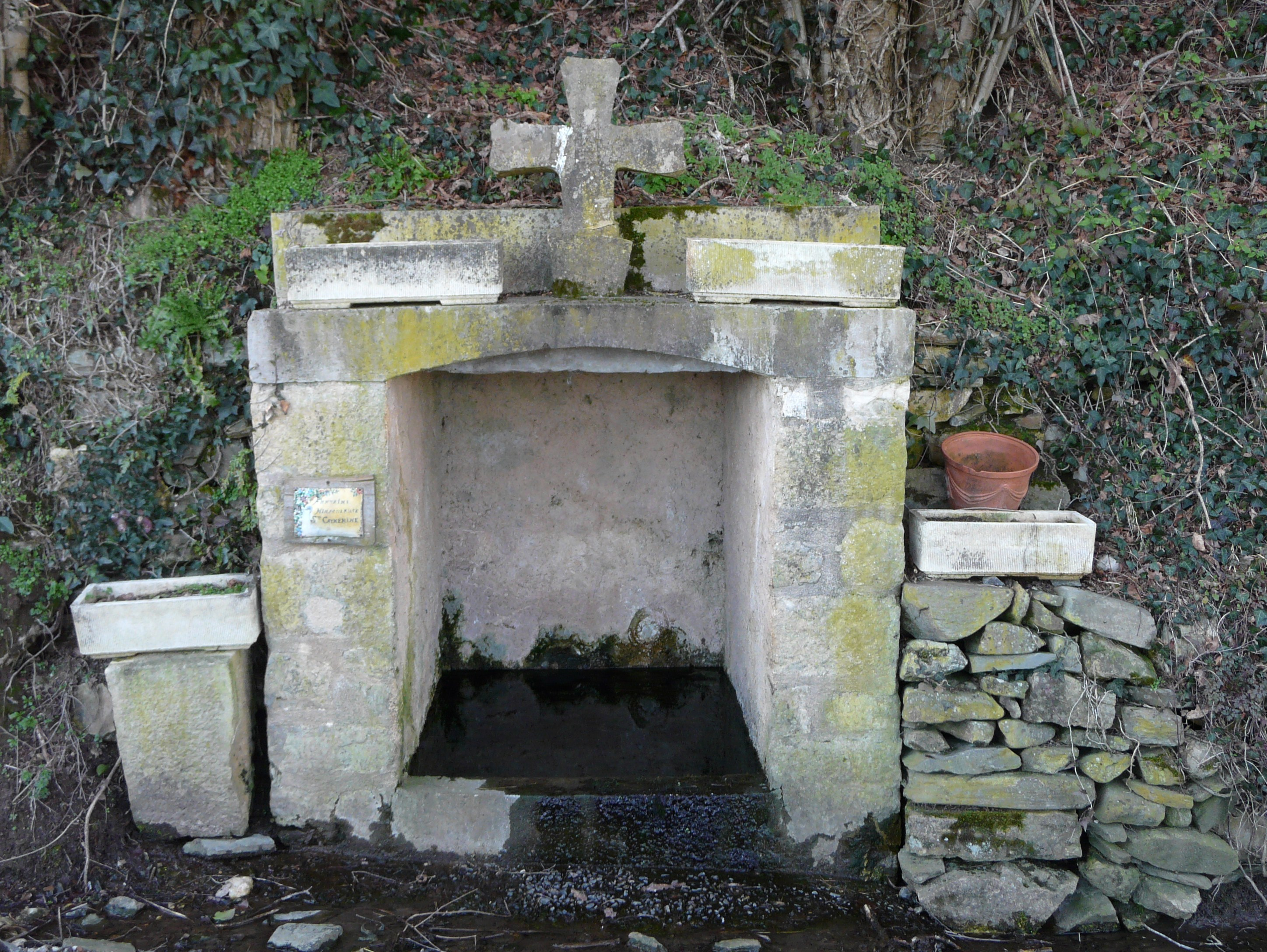
La fontaine Sainte-Catherine.
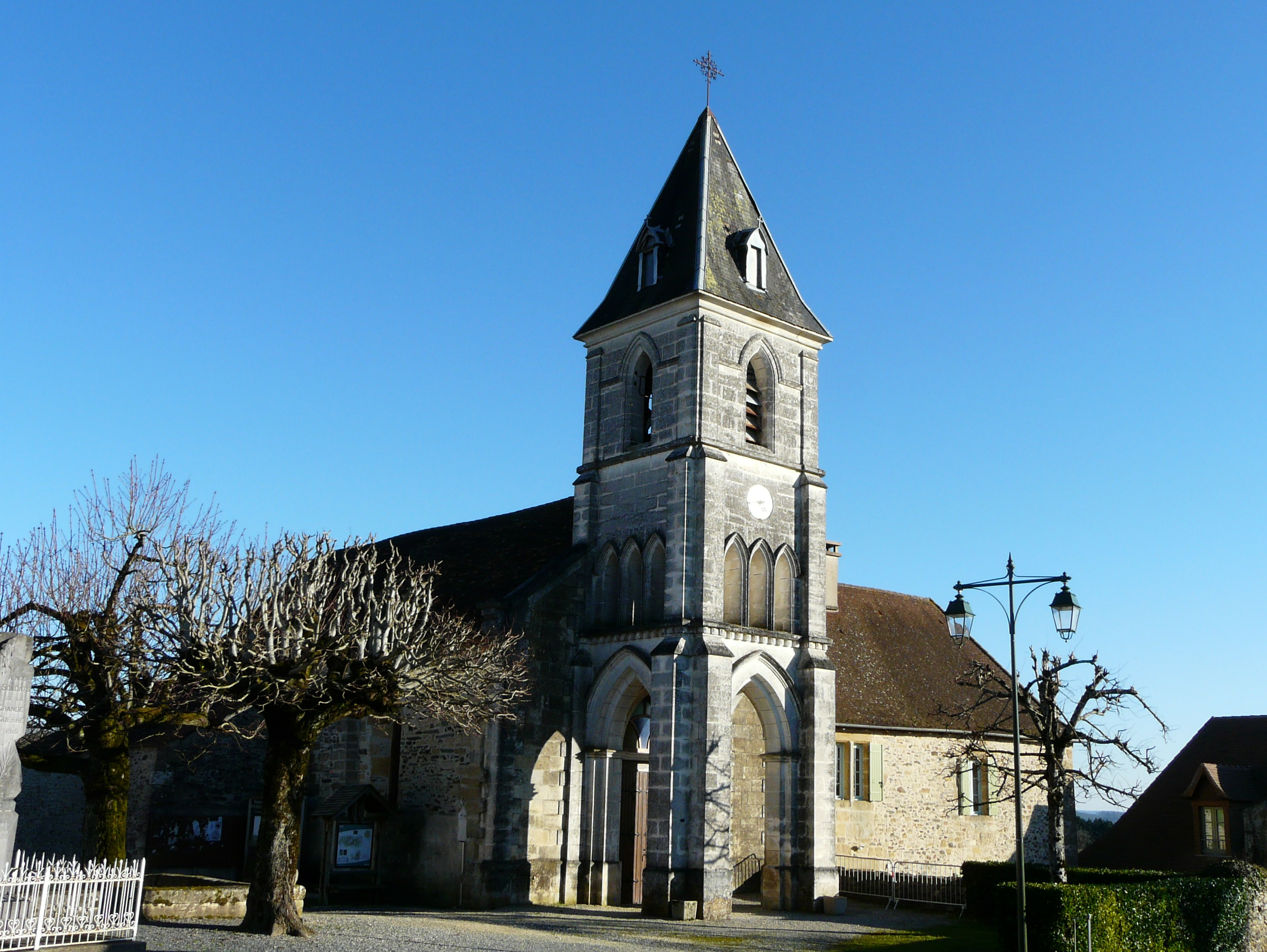
L'église Notre-Dame-de-l'Assomption.
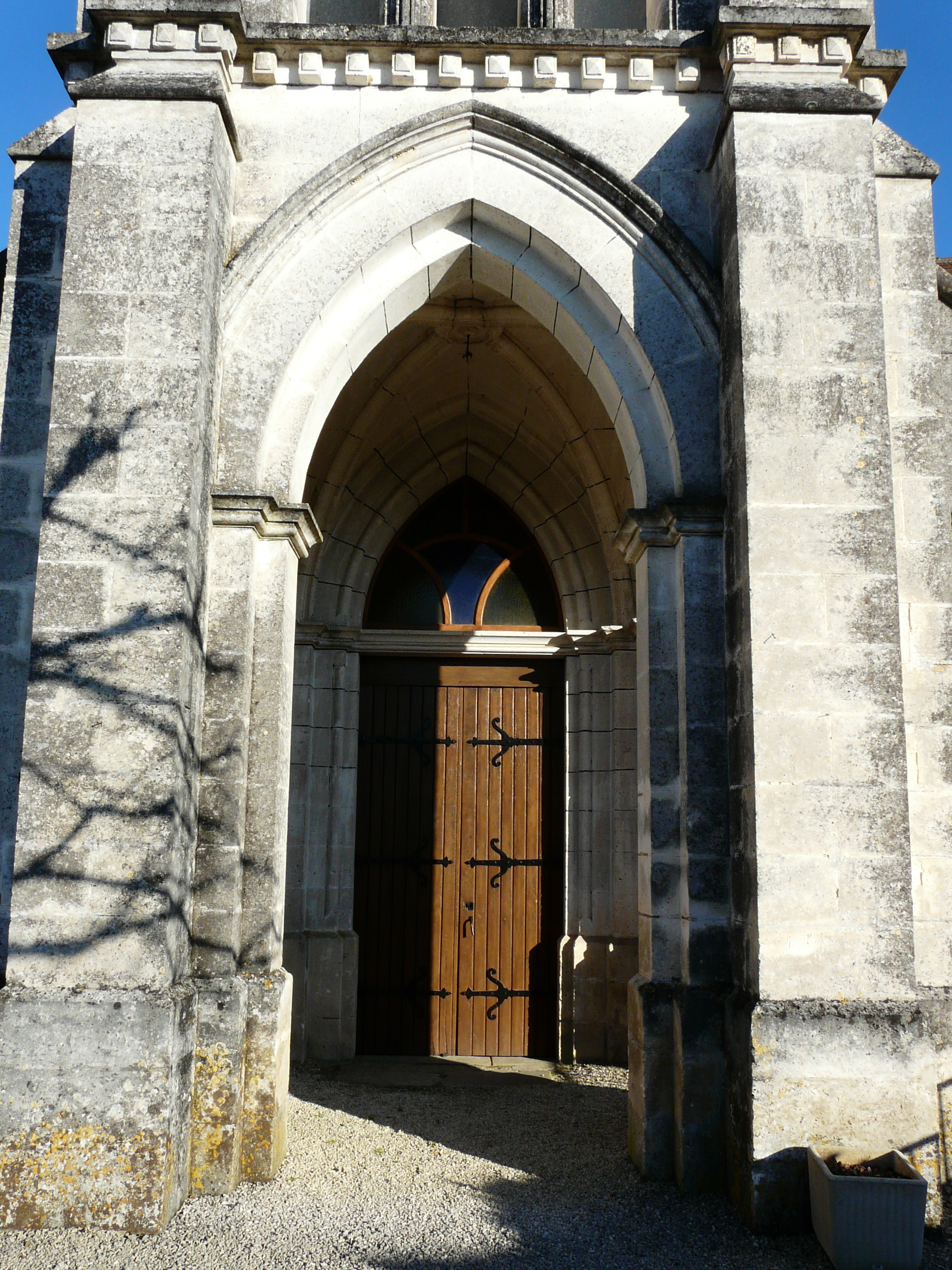
Son porche.
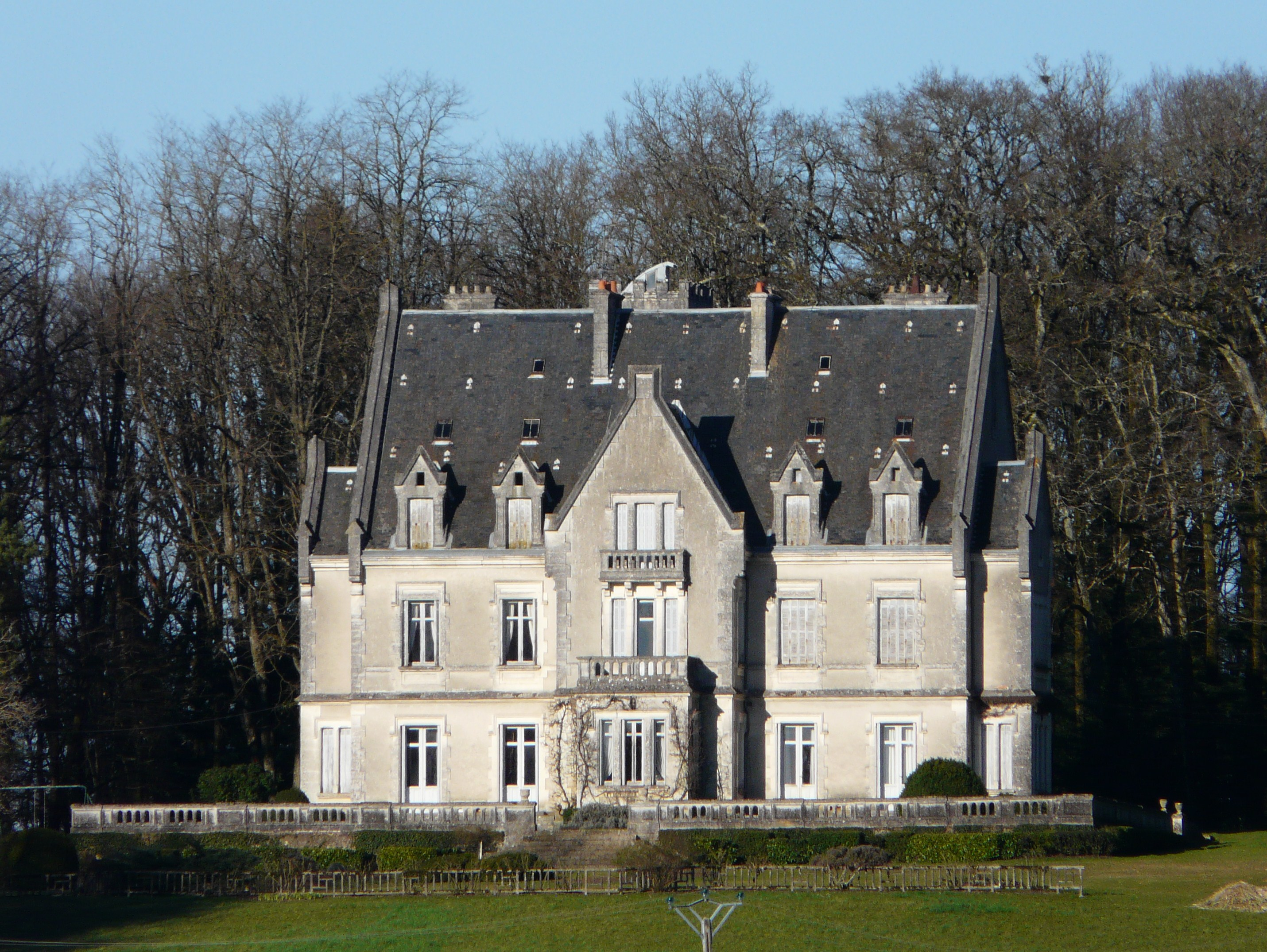
Le château du Noyer.

### Patrimoine naturel
Au sud-ouest, l'ancien tunnel ferroviaire d'Excideuil, partagé avec la commune de Saint-Germain-des-Prés, est une zone spéciale de conservation du réseau Natura 2000 remarquable par la présence de cinq espèces de chauves-souris, et notamment du Grand murin (Myotis myotis) qui s'y reproduit,.
Sous l'appellation « Tunnel de la Gravetine », ce tunnel est également une zone naturelle d'intérêt écologique, faunistique et floristique (ZNIEFF) de type I.

### Personnalités liées à la commune
Geoffroy du Breuil plus connu sous le nom de Geoffroy de Vigeois (v. 1140-après 1184), prieur de Vigeois et chroniqueur, serait né à Clermont.

## Pour approfondir